# Përmetikongressen
Përmetikongressen var ett möte – som ägde rum den 24 maj 1944 i Përmet i Albanien – mellan de albanska kommunistledarna, vilka bildade en provisorisk regering i Albanien. Mötet modellerades efter det antifascistiska rådet för Jugoslaviens nationella befrielse (AVNOJ).